# イオン坂出店
イオン坂出店 （イオンさかいでてん）は、かつて香川県坂出市京町に所在し、イオンリテール株式会社が運営・管理していた大型商業施設（ショッピングセンター）である。

## 概要
JR坂出駅前に立地していた。前身となるのは1974年（昭和49年）4月19日に開業した「ニチイ坂出店」であり、改築などを経て1993年（平成5年）2月10日に「坂出サティ」として再開業した。ニチイの開業以来、運営会社は株式会社マイカルであったが、2011年（平成23年）3月1日にマイカルがイオンリテールに吸収合併されたことにより、「イオン坂出店」へ店名を変更した。
「イオン」に改称した時点で香川県内のイオングループの商業施設としては最古の店舗であり、その後イオングループに参入したマルナカとフジの店舗を除けば閉店時点でもそれは同様であった。
アメニティ棟3階の一部（コナミスポーツクラブ跡。2005年（平成17年）に高松駅前への移転扱いで閉鎖）には坂出市中央公民館がある。老朽化した旧公民館に代わる施設として2012年3月30日に開所。
開店当初から、駐車場は有料である（JR坂出駅の通勤客による、無断駐車対策のため。最初の1時間のみ無料）。イオン館3階と4階の店舗は、1階と2階に移転したため、2019年（令和元年）9月1日をもって閉鎖していた。アメニティ館3階と4階は同日以降も営業を継続していた。
市が策定した駅前の再整備構想に伴い、2024年春をもって一時閉店することが2023年（令和5年）9月2日に発表された。閉店後は建物を取り壊した上で、新店舗として出店する計画がある。なお、店内に入居する公民館については、市内各地に機能を分散した上で機能は維持される。
2024年（令和6年）2月29日をもってニチイ坂出店時代から通算して49年間の営業に幕を閉じ、後に解体が始まった。

## フロア構成
| アメニティ棟         | 立体駐車場         | イオン棟           |
|                      | 屋上駐車場（閉鎖） | 屋上駐車場（閉鎖） |
| 8階駐車場            | 6階駐車場（閉鎖）  |                    |
| 5階 イオンホール     | 7階駐車場          | 5階駐車場（閉鎖）  |
| 4階 スポーツクラブ   | 6階駐車場          | 4階（閉鎖）        |
| 4階 スポーツクラブ   | 5階駐車場          | 4階（閉鎖）        |
| 3階 公民館           | 4階駐車場          | 3階（閉鎖）        |
| 2階 専門店           | 3階駐車場          | 2階 衣料品         |
| 2階 専門店           | 2階駐車場          | 2階 衣料品         |
| 1階 イオンバイク・靴 | 1階駐車場          | 1階 食品売場・薬局 |

当店は大きく分けてアメニティ棟、イオン棟、立体駐車場に分かれていた。
イオン棟には食品売場や衣料品売場が、アメニティ棟にはイオンバイクや公民館などが存在していた。